# Marouane Zila
Marouane Zila, né le 13 juin 1997 à Casablanca, est un footballeur marocain qui joue au poste d'ailier droit au Raja Club Athletic.

## Biographie

### En club
Marouane Zila est formé au TAS de Casablanca, avant d'y faire ses débuts professionnels et de remporter la Coupe du Maroc lors de la saison 2019-2020 après une finale disputée contre le HUS Agadir.
En octobre 2020, il s'engage au SCC Mohammédia avant d'être prêté durant une saison au HUS Agadir.
Le 7 septembre 2023, il signe au Raja CA pour une durée de trois saisons sous la houlette de l'entraîneur Josef Zinnbauer. Lors de cette même saison, il remporte le championnat.

### En sélection
En décembre 2019, il reçoit sa première convocation en sélection nationale, en étant appelé par Houcine Ammouta pour les préparations au Championnat d'Afrique des nations au CamerounIl n'est finalement pas retenu dans la liste finale des participants à la compétition.

## Palmarès

### En club
Raja Club Athletic
- Championnat du Maroc
  - Champion en 2024.
- Coupe du Trône
  - Vainqueur : 2023

 TAS de Casablanca
- Coupe du Trône
  - Vainqueur en 2019.